# Amlou

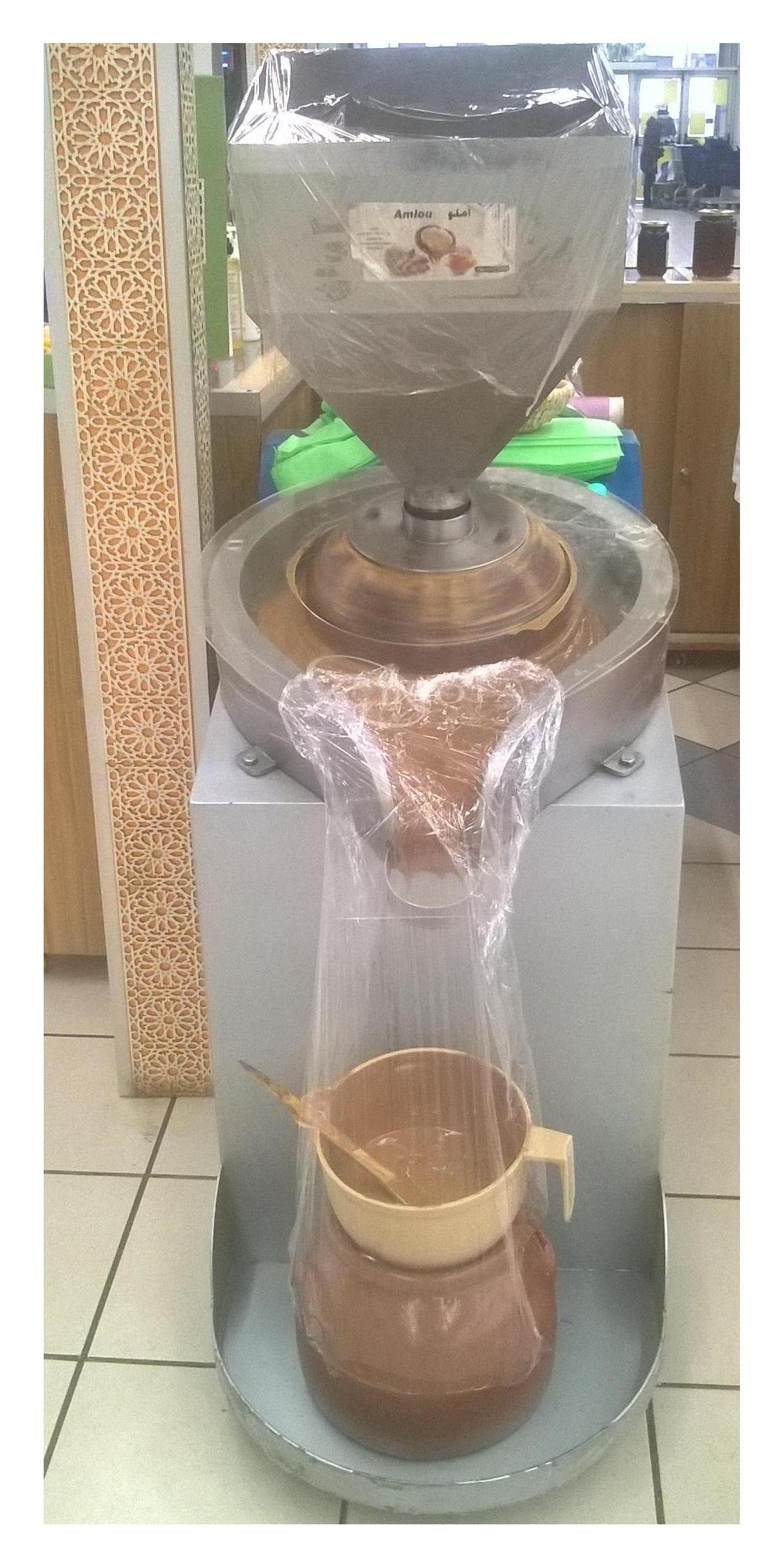
Amloumühle

Amlou (arabisch أملو, DMG Amlū; berberisch ⴰⵎⵍⵓ) ist eine süße Spezialität aus der marokkanischen Küche. Es besteht aus Mandeln, Arganöl und Honig. Die Mandeln werden geröstet, gemahlen und mit Honig und Arganöl vermischt, bis eine glatte, geschmeidige Creme entsteht. Amlou wird traditionell als Aufstrich zum Frühstück oder Nachmittagstee z. B. mit Brötchen, Pfannkuchen, Msemmen oder Gebäck serviert.